# Radicchio variegato di Castelfranco
Il radicchio variegato di Castelfranco è un prodotto ortofrutticolo italiano a indicazione geografica protetta dal 1996.
Come suggerito dalla denominazione, è originario della zona di Castelfranco Veneto, ma oggi viene prodotto in un areale più vasto, costituito da 25 comuni della provincia di Treviso, 20 della provincia di Padova e 9 della provincia di Venezia.

## Storia e caratteristiche

Zona di produzione.

Mentre altri radicchi veneti si sono originati da selezioni operate sulla cicoria da foglia (Cichorium intybus var. foliosum), il variegato di Castelfranco è comparso nel Settecento incrociando, pare, l'indivia scarola a foglie di lattuga (Cichorium endivia var. latifolium) con il radicchio rosso tardivo di Treviso. Dalla prima ha ereditato la conformazione della foglia, di grandi dimensioni, spessa e di colore bianco-crema, mentre dal secondo è derivata la colorazione della pezzatura e la predisposizione all'imbianchimento.
Durante la prima fase del ciclo colturale, la pianta mostra foglie verdi e patenti, con nervature poco accentuate. In seguito diventano grandi e ondulate, di forma tondeggiante ma con margine frangiato. Con l'avvento della stagione fredda assumono sulla superficie estese variegature di colore dal rosso vivo al rosso violaceo.
Nel corso dell'imbianchimento il colore di fondo passa da verde a bianco crema. Le foglie centrali si accrescono mantenendosi in posizione eretta e divaricata, mentre negli altri tipi di radicchio restano chiuse formando un grumolo; questa caratteristica ha valso al variegato di Castelfranco appellativi quali "orchidea", "garofano", "rosa", "fiore che si mangia".
La scarsa resistenza al freddo e la fragilità della parte edule alle manipolazioni, cui si aggiunge una produttività piuttosto bassa, rendono la coltivazione del variegato di Castelfranco più difficoltosa rispetto agli altri tipi di cicoria variegata.

## Consorzio di tutela

Logo del Consorzio di tutela.

Il Consorzio di tutela, che si occupa anche del Radicchio Rosso di Treviso, è stato istituito nel 1996 in seguito al Reg. CE n.1263/96 che ha riconosciuto l'indicazione geografica protetta per i due prodotti. Ha sede a Quinto di Treviso.